# Trinidad y Tobago en los Juegos Olímpicos de Atlanta 1996
Trinidad y Tobago estuvo representada en los Juegos Olímpicos de Atlanta 1996 por un total de 12 deportistas que compitieron en 6 deportes.  
El portador de la bandera en la ceremonia de apertura fue el ciclista de pista Eugene Samuel.

## Medallistas
El equipo olímpico de Trinidad y Tobago obtuvo las siguientes medallas:
| Nombre     | Deporte   | Competición |
| ---------- | --------- | ----------- |
| Oro        |           |             |
| —          |           |             |
| Plata      |           |             |
| —          |           |             |
| Bronce     |           |             |
| Ato Boldon | Atletismo | 100 m M     |
| Ato Boldon | Atletismo | 200 m M     |